# Can Dalfó
|  | Per a altres significats, vegeu «Casa Banco Popular (Peralada)». |

Can Dalfó és un bloc de pisos a la ciutat de Figueres (Alt Empordà) protegit com a bé cultural d'interès local. És un edifici situat a l'eixample de Figueres. És un edifici de planta baixa i tres plantes de pisos amb una tribuna en el primer pis. La planta baixa de la façana queda definida per un encoixinat rústic que compren els dos portals laterals i tres dobles finestres al centre. El registre superior, comprèn les tres plantes superiors ordenades verticalment per pilastres adossades, de fust estriat i ordre dòric. A la primera planta, tribuna central suportada per mènsules, dos balcons laterals i dues finestres a cada banda. En el segon pis, balcó central i finestres laterals. En el tercer pis totes les obertures són finestres. Corona la façana un fris cornisa. Les obertures dels dos primers pisos s'emmarquen dintre de motllures. A la dreta de l'edifici s'aixeca un cos vertical, que neix de la zona d'encoixinat i segueix tots els registres, acabant en una alçada superior mitjançant una petita torre amb llanterna. Coberta de ceràmica a quatre vessants.
Joan M. Dalfó, comerciant de Figueres, va promoure la construcció d’un edifici amb usos comercials, a la planta baixa, i residencials als altres tres pisos. Tanmateix, la construcció de l’edifici devia resultar una peripècia, perquè hi van treballar fins a tres arquitectes: Joan Roca Pinet, Pelayo Martínez Parício i Manuel Mayol. El primer en intervenir-hi va ser Joan Roca, tot i que la façana que es pot apreciar es deu a Pelayo Martínez i, en menor mesura a Manuel Mayol que, en ampliar-la, li va afegir la torre lateral. Malgrat tot, s'hi pot distingir un programa homogeni que utilitza diferents elements característics del noucentisme, que els reinterpreta, i que els afegeix subtilment influències art decó.